# غافين ريني
غافين ريني (12 يناير 1976 - ) (بالإنجليزية: Gavin Rennie)‏ هو لاعب كريكت زيمبابوي.

## وصلات خارجية
- غافين ريني على موقع إي آس بي آن كريك إنفو (الإنجليزية)